# Чаур
Чаур — деревня в России, расположена в Касимовском районе Рязанской области. Входит в состав Гусевского городского поселения.

## География
Деревня Чаур расположена примерно в 27 км к северо-западу от центра города Касимова. Ближайшие населённые пункты — село Лався к северу, деревня Чуликса к востоку и поселок Гусь-Железный к югу.

## История
Деревня Чаур отмечена на картах XVIII века. При этом на картах указано наличие в ней церкви. 
В 1904 году деревня Чаур входила в состав Лавсинской волости Меленковского уезда Владимирской губернии и имела 94 двора при численности населения 703 чел.
С образованием в 1936 г. Бельковского района деревня вошла в его состав.
До 2006 г. деревня была административным центром Чаурского сельского округа.

## Население
| 1859 | 1897 | 1905 | 2010 | 2023 |
| ---- | ---- | ---- | ---- | ---- |
| 311  | ↗583 | ↗703 | ↘70  | ↘60  |

## Транспорт и связь
В деревне Чаур имеется одноимённое сельское отделение почтовой связи (индекс 391327).